# 徐能旭
徐能旭（ソ・ヌンウク、1958年5月5日 - ）は、韓国の囲碁棋士。仁川出身、韓国棋院所属、九段。準優勝13回を数える。

## 経歴
1972年入段。1979年五段、最強者戦で準優勝。1983年、第1期大王戦決勝で曺薫絃に1-3で敗れ準優勝、以後1986年まで3期連続で曺に挑戦。1990年九段。KBS杯戦準優勝により、1989、91、92年のテレビ囲碁アジア選手権戦に韓国代表として出場、91年には馬暁春を破る。

### 主な棋歴
国内棋戦
- 最強者戦 準優勝 1979年
- 全日王座戦 準優勝 1980年
- 大王戦 準優勝 1983年、挑戦者 1984-86年
- 最高位戦 (韓国) 挑戦者 1987、91年
- KBS杯バドゥク王戦 準優勝 1987、89、90年
- 帝王戦 準優勝 1990
- 覇王戦 挑戦者 1991年
- 王位戦リーグ 1988、90、93年

国際棋戦
- IBM杯早碁オープン戦 ベスト8 1988年（○大野伸行、○郡寿男、○神田英、×石田芳夫）
- テレビ囲碁アジア選手権戦 1989年（×聶衛平）、1991年（○馬暁春、×曹大元）、1992年（×馬暁春）
- LG杯世界棋王戦 1996年（○小林光一、×小林覚）
- 三星火災杯世界オープン戦 1996年（×劉小光）、1997年（×周鶴洋）
- 東洋証券杯世界選手権戦 1997年（×常昊）
- SBS杯世界囲碁最強戦 1991年 1-1（○兪斌）
- ロッテ杯中韓囲碁対抗戦 1995年、1996年（○劉小光、×兪斌）